# Rue Camusel
La rue Camusel, est une rue de Bruxelles-ville. Elle donne sur la rue Cuerens et sur la rue T'Kint. Elle fut bâtie vers 1840.

## Origine de son odonyme

Blason de la famille Camusel

Elle doit son nom à la propriétaire des terres où elle fut construite, Madame Camusel, née Marie-Thérèse-Jeanne Cuerens, à Bruxelles le 3 mars 1780, décédée à Molenbeek-Saint-Jean, le 18 octobre 1845, fille de Pierre Cuerens, avocat, qui a donné son nom à la rue Cuerens voisine, et de Jeanne-Marie d'Elderen. Marie-Thérèse Jeanne Cuerens avait épousé, le 30 mars 1799, François-Louis Camusel, né à Bruxelles le 17 novembre 1750, mort à Diest le 23 février 1820.
Son époux François-Louis Camusel était licencié en droit de l'ancienne université de Louvain le 30 avril 1774, avocat au Conseil souverain de Brabant, admis au lignage de Coudenberg le 13 juin 1778, capitaine de la garde bourgeoise de Bruxelles en 1790, sous le régime autrichien, puis membre de la municipalité de Bruxelles le 17 frimaire an IV, receveur des domaines, à Diest, sous le gouvernement des Pays-Bas.